# Dzwon ratowniczy
Dzwon ratowniczy – urządzenie służące do ratowania załogi okrętu podwodnego, który na skutek awarii nie może się wynurzyć.
Zbudowany w kształcie dzwonu (stąd nazwa), jest opuszczany z jednostki ratowniczej na leżący na dnie okręt i przez nurków ustawiany dokładnie nad włazem. Po uszczelnieniu krawędzi załoga może otworzyć właz i przechodzić grupami do dzwonu, który – po zamknięciu włazu – jest podnoszony na powierzchnię. Dzwon ratowniczy może, w zależności od wielkości, pomieścić od kilku do kilkunastu ludzi.